# Denozumab
Denózumàb, tudi zapis s s-jem (denosumab), pod zaščitenima imenoma Prolia in Xgeva, je humano monoklonsko protitelo, ki zavira razgradnjo kosti. 
Uporablja se za zdravljenje osteoporoze in izgubljanja kostne mase, povezanega z ablacijo hormonov pri moških z rakom na prostati ali povezanega z dolgotrajnim sistemskim glukokortikoidnim zdravljenjem ter za preprečevanje skeletnih dogodkov pri odraslih z napredovalo rakavo boleznijo, ki zajamejo kosti, in za zdravljenje gigantocelularnih kostnih tumorjev.
Deluje tako, da se veže in inaktivira RANKL; s tem zavira zorenje osteoklastov ter razgradnjo kosti.

## Klinična uporaba
Denozumab se uporablja:
- za zdravljenje osteoporoze pri ženskah po menopavzi in pri moških z večjim tveganjem zlomov;[5] pri bolnicah s pomenopavzno osteoporozo zmanjša tveganje za vse vrste zlomov in zato sodi med zdravila prve izbire;[7]
- za zdravljenje izgubljanja kostne mase, povezanega z ablacijo hormonov pri moških z rakom na prostati ali povezanega z dolgotrajnim sistemskim glukokortikoidnim zdravljenjem;[5]
- za preprečevanje skeletnih dogodkov pri odraslih z napredovalo rakavo boleznijo, ki zajamejo kosti, in za zdravljenje neoperabilnega gigantocelularnih kostnih tumorjev.[6]

## Neželeni učinki
Najpogostejša neželena učinka denozumaba sta mišično-skeletna bolečina in bolečina v okončini. Občasno poročajo med drugim o celulitisu, primerih hipokalciemije (pogosteje pri uporabi zdravila denozumab za zdravljenje kostnih zasevkov), preobčutljivosti, osteonekrozi čeljustnice ter netipičnih zlomih stegnenice.
Hipokalciemija oziroma znižanje koncentracije kalcija v krvi se lahko pojavi, ker denozumabom zavira razgradnjo kostnine in se posledično v kri sprošča manj kalcija. Običajno poteka brezsimptomno, pri izrazitejšem znižanju pa se lahko pojavijo trzanje ali krči mišic, mravljinčenje v predelu okrog ust, v prstih rok ali nog, zmedenost in motnje srčnega ritma.

## Mehanizem delovanja
Denozumab je popolnoma humano monoklonsko protitelo proti ligandu RANK (RANKL) – nanj se veže in ga inaktivira ter s tem zavira delovanje osteoklastov. Deluje kot najmočnejši znani zaviralec kostne razgradnje. RANKL obstaja kot transmembranska ali topna beljakovina, ki se veže na transmembranske receptorje na osteoklastih. Ligand RANK je nujen za nastajanje, delovanje in preživetje osteoklastov. Osteoklasti so edina vrsta celic, ki razgraja kostnino, zato zaviranje njihovega delovanja zavre kostno razgradnjo.